# Bahnstrecke Duchcov–Osek
| Streckenlänge: | 3,07 km              |                                              |                                              |
| Spurweite: | 1435 mm (Normalspur) |                                              |                                              |
| |                      |                                              |                                              |
| \| \| \| von odb. Rozcestí (vorm. DBE) \| \| \| \| 0,00 \| Duchcov-Liptice Dux-Liptitz \| Duchcov-Liptice Dux-Liptitz \| \| \| \| nach Háj u Duchcova (–Děčín) (vorm. DBE) \| \| \| \| \| von Děčín hlavní nádraží západ (vorm. DBE) \| \| \| \| 3,07 \| Osek früher Ossegg \| Osek früher Ossegg \| \| \| \| nach Chomutov seřazovací nádraží (vorm. DBE) \| \| \| \| \| \| \| \| Quellen: [1][2][3] \| \| \| \| |                      |                                              |                                              |
| Strecke (außer Betrieb) |                      | von odb. Rozcestí (vorm. DBE)                | von odb. Rozcestí (vorm. DBE)                |
| Bahnhof (Strecke außer Betrieb) | 0,00                 | Duchcov-Liptice Dux-Liptitz                  | Duchcov-Liptice Dux-Liptitz                  |
| Abzweig geradeaus und nach rechts (Strecke außer Betrieb) |                      | nach Háj u Duchcova (–Děčín) (vorm. DBE)     | nach Háj u Duchcova (–Děčín) (vorm. DBE)     |
| Abzweig ehemals geradeaus und von rechts |                      | von Děčín hlavní nádraží západ (vorm. DBE)   | von Děčín hlavní nádraží západ (vorm. DBE)   |
| Bahnhof | 3,07                 | Osek früher Ossegg                           | Osek früher Ossegg                           |
| Strecke |                      | nach Chomutov seřazovací nádraží (vorm. DBE) | nach Chomutov seřazovací nádraží (vorm. DBE) |
| |                      |                                              |                                              |
| Quellen: |                      |                                              |                                              |

Die Bahnstrecke Duchcov–Osek war eine Eisenbahnverbindung im heutigen Tschechien, die ursprünglich von der k.k. priv. Dux-Bodenbacher Eisenbahn (DBE) erbaut und betrieben wurde. Die kurze Verbindungsbahn zweigte in Duchcov-Liptice von der Bahnstrecke Háj u Duchcova–Duchcov ab und führte nach Osek (Ossegg), wo sie in die Bahnstrecke Děčín–Chomutov einmündete. 

## Geschichte
Am 9. Juli 1869 war der Dux-Bodenbacher Bahn der Bau einer Bahnstrecke von Bodenbach nach Dux mit einer Zweigbahn nach Komotau gestattet worden. Am 20. Mai 1871 ist die Strecke von Bodenbach bis Dux eröffnet worden. Mit der Erweiterung der Strecke nach Komotau wurde auch eine kurze Verbindungsbahn zwischen dem Bahnhof Dux und dem Bahnhof Ossegg an der neuen Strecke gebaut, die am 19. Dezember 1872 in Betrieb ging. 
Im Reiseverkehr wurde die Strecke nur von kurzen „Omnibuszügen“ befahren. Die „Fahrordnung giltig vom Tage der Betriebs-Eröffnung der Strecke Ossegg-Komotau“ verzeichnete vier Personenzugpaare zwischen Dux und Ossegg, die dort jeweils Anschluss an die Personenzüge der Relation Bodenbach–Komotau hatten. Sie benötigten für die drei Kilometer lange Strecke bergwärts 14 Minuten. 
In Vorbereitung der geplanten Verstaatlichung der DBE ging die Betriebsführung der Strecke ab dem  1. Juli 1884 an die k.k. österreichischen Staatsbahnen (kkStB) über. Verstaatlicht wurde die Dux-Bodenbacher Bahn allerdings erst am 1. Jänner 1894. Die kkStB stellten den Reiseverkehr auf der Strecke ein. Im Jahr 1900 war die Strecke zwar noch im Fahrplan enthalten, es waren aber keine Personenzüge mehr verzeichnet.
Nach dem Zerfall Österreich-Ungarns infolge des Ersten Weltkrieges kam die Strecke zu den neu gegründeten Tschechoslowakischen Staatsbahnen (ČSD). Die ČSD betrieb die Verbindung für den Güterverkehr noch bis 1927. Im Jahr 1931 wurde sie abgebaut.
Nach dem Zweiten Weltkrieg wurde das Bahngebiet durch den Braunkohlebergbau vollständig überformt. Es sind keine Reste der Strecke mehr erhalten.